# Expérgo
Expérgo, estilizado como expérgo, es el primer EP del grupo femenino surcoreano Nmixx. Fue lanzado el 20 de marzo de 2023 por JYP Entertainment y distribuido por Dreamus. El miniálbum cuenta con seis pistas, incluyendo el sencillo «Love Me Like This».

## Antecedentes y lanzamiento
El 6 de febrero de 2023, las redes sociales oficiales de Nmixx publicaron de manera sorpresiva un vídeo titulado «Docking Station: Declaration», que hace referencia a un nuevo capítulo dentro de la narrativa conceptual creada para el grupo, confirmando así la posibilidad de un próximo trabajo musical. Tres días más tarde, el 9 de febrero, JYP Entertainment, sello discográfico de Nmixx, anunció de manera oficial el lanzamiento del primer miniálbum del grupo, el cual llevaría por nombre expérgo (palabra en latin que significa «despertar») ha ser publicado el 20 de marzo de 2023. El anuncio vino acompañado de un póster en movimiento donde se aprecia un corazón de hierro al cual le comienzan a surgir flores desde su interior, mientras late, flotando en un entorno desértico, todo esto acompañado de la frase «NMIXX brought rain to the desert called 'reality'. The day when the rainbow rose upon the sky, our hearts began to beat. And inside our hearts, a flower blossomed. Te expérgo» (NMIXX trajo lluvia al desierto llamado "realidad". El día en que el arcoíris se elevó sobre el cielo, nuestros corazones comenzaron a latir. Y dentro de nuestros corazones germinó una flor. Yo te despierto).
El 3 de marzo de 2023 fue publicado un vídeo con un adelanto en forma de medley de las canciones que conformarían el nuevo álbum, confirmando que este contendría seis canciones, incluyendo su sencillo titulado «Love Me Like This».

## Lista de canciones
| CD / Descarga digital |                       | | |                                                                 |          |  |
| N.º                   | Título                | Letras | Música | Arreglo                                                         | Duración |  |
| 1.                    | «Young, Dumb, Stupid» | Oh Hyun-seon (Lalala Studio), Moon Yeo-reum (Jam Factory), Lee Seu-ran, Park Sang-yu (PNP)                                     | Brain U (The Hub), Honey Noise (The Hub), Brown Panda (The Hub), Frankie Day (The Hub), Awry (The Hub)      | Brain U (The Hub), Honey Noise (The Hub), Brown Panda (The Hub) | 3:10     |  |
| 2.                    | «Love Me Like This»   | Lee Hye-joon (Onclassa), Jennifer Eunsoo Kim, Jang Eun-ji (153/Joombas), Shin Hye-mi (PNP), Oh Hyun-seon (Lalala Studio), Wkly | Greg Bonnick, Hayden Chapman, Taet Chesterton, Gavin Jones                                                  | LDN Noise                                                       | 3:08     |  |
| 3.                    | «PAXXWORD»            | MosPick, Young Chance | MosPick, Young Chance                                                                                       | MosPick                                                         | 3:12     |  |
| 4.                    | «Just Did It»         | Lee Seu-ran, Hezen (Music Cube)                                                                                                | Kenzie, Fabien Torsson, Harry Sommerdahl, Ylva Dimberg                                                      | Fabien Torsson, Harry Sommerdahl                                | 2:58     |  |
| 5.                    | «My Gosh»             | Jo Yu-ri | Aftrshok, Brain U (The Hub), Lee Chan, Ayushy (The Hub), Awry (The Hub), Chanti (The Hub), Charlotte Wilson | Aftrshok, Brain U (The Hub)                                     | 3:36     |  |
| 6.                    | «Home»                | Danke (Lalala Studio), Gxxdkelvin                                                                                              | Aftrshok, Brain U (The Hub), Frankie Day (The Hub), Jacob Aaron (The Hub)                                   | Aftrshok, Brain U (The Hub)                                     | 2:40     |  |
| 18:44                 |                       | | |                                                                 |          |  |

## Reconocimientos

### Premios y nominaciones
| Año  | Evento             | Premio        | Resultado | Ref.  |
| ---- | ------------------ | ------------- | --------- | ----- |
| 2024 | Golden Disc Awards | Álbum Bonsang | Nominado  | [ 8 ] |

## Historial de lanzamiento
| País          | Fecha               | Formato                         | Discográfica               |
| ------------- | ------------------- | ------------------------------- | -------------------------- |
| Corea del Sur | 20 de marzo de 2023 | CD, descarga digital, streaming | JYP Entertainment, Dreamus |